# Henri Libbrecht
Pour les articles homonymes, voir Libbrecht.
Henri Joseph Paul Marie Libbrecht, né le 6 mars 1879 à Wetteren et mort le 11 août 1932 à Bruxelles est un homme politique catholique belge.
Libbrecht fut ingénieur et administrateur de sociétés.
Il est élu conseiller communal de Wetteren (1910) et échevin (1911) ; député (1925-1929) et sénateur de l'arrondissement de Termonde-Saint-Nicolas (1929-mort).

## Généalogie
- Il fut fils de Charles Ange (1840-1917) et Louise Marie van Cromphaut (1852-1909).
- Il épousa en 1904 Marthe van Put (1881-1946);
  - Ils eurent 4 enfants : Marthe (1905-1938), Anne (1907-1975), Henry (1910-) et x.

## Sources
- Bio sur ODIS